# Echte Schmuckschildkröten
Die Echten Schmuckschildkröten sind eine Gattung von Schildkröten in der Familie der Neuwelt-Sumpfschildkröten. Ihr Verbreitungsgebiet reicht vom Südosten der USA bis nach Mexiko. Die Echten Schmuckschildkröten halten sich überwiegend in Gewässern mit dichter Vegetation auf und sind auch fähig in Brackwasserbereichen zu leben. Zu den bekanntesten Echten Schmuckschildkröten zählt die Gewöhnliche Schmuckschildkröte, die überwiegend in Flüssen und Wassergräben lebt. Andere Arten der Echten Schmuckschildkröten besiedeln auch stehende Gewässer.

## Systematik
Die Gattung der Echten Schmuckschildkröten wird üblicherweise in zwei Untergattungen aufgeteilt.
Zur Untergattung Pseudemys (Echte Schmuckschildkröten) zählen:
- Gewöhnliche Schmuckschildkröte (Pseudemys concinna (Le Conte, 1830)) – zentrale und östliche USA und Nord-Mexiko
- Rio-Grande-Schmuckschildkröte (Pseudemys gorzugi Ward, 1984) – Flusssystem des Rio Grande in Texas und Mexiko und im Pecos-Flusssystem im Südosten von New Mexico und Texas
- Halbinsel-Schmuckschildkröte (Pseudemys peninsularis Carr, 1938) – Halbinsel Florida
- Texas-Schmuckschildkröte (Pseudemys texana Baur, 1893) – Zentral-Texas

Zu der Untergattung Ptechemys oder Rotbauch-Schmuckschildkröten zählen:
- Alabama-Rotbauch-Schmuckschildkröte (Pseudemys alabamensis Baur, 1893) – Alabama in der Bucht von Mobile
- Florida-Rotbauch-Schmuckschildkröte (Pseudemys nelsoni Carr, 1938) – Florida und Südosten von Georgia
- Nördliche Rotbauch-Schmuckschildkröte (Pseudemys rubriventris (Le Conte, 1830)) – Ost-Massachusetts und im mittleren New Jersey bis zum nordöstlichen North Carolina